# Roberto III de Escocia

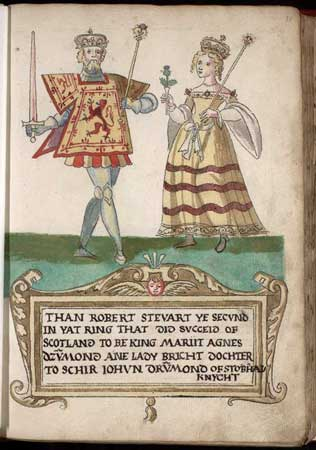
Roberto III de Escocia y su esposa Anabella Drummond.

Roberto III, también llamado Juan Estuardo (John Stewart) (¿?, 1337 - 4 de abril de 1406); rey de Escocia (reinó de 1390 a 1406). 

## Origen
Fue primogénito del futuro rey Roberto Estuardo, gran senescal de Escocia con su primera esposa, Elizabeth Mure, posiblemente nacido en 1337.  Sus padres se casaron formalmente en 1349 (casados anteriormente en 1336, pero algunos criticaron que la ceremonia no era canónica).

## Príncipe y teniente
En 1368 el rey David II de Escocia (su tío abuelo), lo nombró conde de Carrick. En 1371 David murió y su padre, Roberto Estuardo, fue coronado como rey de Escocia.  El conde Juan fue reconocido como príncipe y heredero al trono.
En los años siguientes tomó parte importante en las campañas en la frontera entre los reinos de Escocia con Inglaterra. En 1381 fue nombrado 'teniente de las fronteras' por su padre Roberto II.
En 1384 Juan impulsó al rey a abandonar el poder real, durante un parlamento en la Abadía de Holyrood, y fue nombrado gobernador o teniente de Escocia en su lugar. Probablemente a consecuencia de una patada de un caballo, que lo incapacitó, el príncipe fue reemplazado como gobernador por su hermano menor Roberto, conde de Fife, en 1388. 
Con la muerte de Roberto II el 19 de abril de 1390 Juan lo sucedió como rey de Escocia. Cambió su nombre de pila, impopular en aquel tiempo por recordar a Juan de Balliol, por el de Roberto, y fue coronado el 14 de agosto siguiente como Rey Roberto III de Escocia.

## Reinado
Debido a la incapacidad de Roberto III, su hermano fue regente hasta 1393, cuando el poder real fue devuelto al rey. En 1398 una campaña contra rebeldes en el castillo de Dumbarton fue un fracaso, destruyendo la reputación de Roberto III. En enero de 1399 su hijo mayor, el príncipe David Estuardo, duque de Rothesay, asumió el gobierno del reino, por deseo del parlamento de Escocia.  En 1400 el rey Enrique IV de Inglaterra lanzó una invasión de Escocia, pero su ejército no logró ningún éxito. En 1402 el príncipe David murió a manos de su tío Roberto, ahora duque de Albany, quién lo reemplazó como regente. 
En septiembre del mismo año un ejército escocés, cruzando al norte de Inglaterra, fue derrotado en la batalla de Humbleton, dónde murieron miles de escoceses a los manos de la fuerza inglesa. Una de las únicas comparecencias del rey hacia el fin de su reinado fue la apertura del parlamento escocés en Linlithgow en abril de 1404.
Posiblemente afectado por una enfermedad mortal desde el otoño de 1405, el rey Roberto III murió en el castillo de Rothesay, el 4 de abril de 1406, después de la captura de su único hijo sobreviviente, Jacobo, por piratas ingleses. Fue enterrado en la abadía de Paisley. 
A Roberto lo sucedió su segundo hijo; Jacobo, estando preso en Inglaterra, no regresó a Escocia hasta 1424.

## Familia
En 1367, Juan Estuardo se casó con Anabella Drummond, hija del caballero Juan Drummond de Stobhall y de María Montifex. De esta unión nacieron:
- David Estuardo (1378 - 1402), duque de Rothesay (heredero al trono escocés).
- Roberto Estuardo, murió tal vez en 1393.[6]
- Jacobo Estuardo (1394 - 1437), rey de Escocia desde 1406 hasta 1437.
- Margarita Estuardo (¿?, 1373 - 1450), esposa de Archibald Douglas, IV conde de Douglas y duque de Turena (m. 1424) y después de su muerte señora de Galloway por regalo de su hermano el rey Jacobo.
- Maria Estuardo (¿?, 1380 - ¿? 1458,) esposa de Jorge Douglas, 1º conde de Angus
- Isabel Estuardo (m. ¿? 1408 o 1411), esposa de Jacobo Douglas, señor de Dalkeith